# Suldal
Suldal é uma comuna da Noruega, com 1 727 km² de área e 3 895 habitantes (censo de 2004).         